# Neuro-osteoartropatia di Charcot
La neuro-osteoartropatia di Charcot (o "piede di Charcot") è una malattia degenerativa su base infiammatoria che può insorgere in pazienti affetti da neuropatia ed è caratterizzata da un progressivo riassorbimento osseo delle articolazioni del piede (più raro l'interessamento di altre articolazioni), associato talvolta a crolli strutturali ed a marcate deformità, tali da richiedere nei casi più gravi il ricorso ad interventi di chirurgia correttiva o ad amputazione.
La patogenesi è legata a qualsiasi condizione da cui derivi la diminuzione della sensibilità periferica dolorifica, propriocettiva e del fine controllo motorio:
- Neuropatia diabetica (oggi il più comune negli Stati Uniti, con conseguente distruzione del piede e della caviglia), con articolazione di Charcot in 1/600-700 diabetici. In relazione allo scarso controllo cronico glicemico.
- Neuropatia alcolica
- La paralisi cerebrale
- Lebbra
- Sifilide (tabe dorsale), causata dal Treponema pallidum microrganismo
- Lesioni del midollo spinale
- Mielomeningocele
- Siringomielia
- Iniezioni intra-articolari di steroidi
- Insensibilità congenita al dolore

Sono state elaborate due principali teorie:
Neurotrauma: La perdita della sensibilità periferica dolorifica e propriocettiva porta a ripetuti microtraumi dell'articolazione; il danno, passando inosservato da parte del paziente neuropatico, progredisce e il conseguente riassorbimento infiammatorio dell'osso traumatizzato rende tale regione ancora più debole e suscettibile di ulteriori traumi.
Si crea è un circolo vizioso.
Inoltre, una diminuzione del fine controllo motorio genera posture che esercitano pressioni innaturali sulle articolazioni a cui conseguono microtraumatismi supplementari.
Neurovascolare: l'alterazione dei riflessi del sistema nervoso autonomo fanno sì che l'articolazioni desensibilizzata riceva un flusso di sangue significativamente maggiore.
L'iperemia conseguente porta ad un aumento del riassorbimento osseo mediato dagli osteoclasti, e questo, insieme alle sollecitazioni meccaniche, porta alla distruzione ossea.
In realtà, entrambi questi meccanismi hanno probabilmente un ruolo nello sviluppo della articolazione di Charcot.